# Ievgueni Vladimirov
Pour les articles homonymes, voir Vladimirov.
Ievgueni Iourievitch Vladimirov (en russe : Евгений Юрьевич Владимиров) est un joueur d'échecs et un entraîneur soviétique puis kazakh né le 20 janvier 1957 à Alma-Ata, grand maître international depuis 1989. Lors du championnat du monde d'échecs 1986, il était un des secondants de Garry Kasparov  et fut exclu de l'équipe du champion du monde après une série de trois défaites consécutives de Kasparov à Léningrad.
Au 1er avril 2015, Vladimirov est le no 2 kazakh et le 249e joueur mondial avec un classement Elo de 2 601 points.

## Palmarès
En 1975, Vladimirov remporta le championnat d'URSS junior devant Garry Kasparov. Par la suite, il fut un des assistants de Kasparov dans ses matchs pour le championnat du monde.
En 1977, il finit troisième du championnat d'Europe d'échecs junior 1976-1977 à Groningue et deuxième du championnat du monde cadets.
Dans les années 1980-1990, il a remporté les tournois de Zalaegerszeg 1983, Tachkent 1987 (devant Kouzmine), Frounze 1988 (devant Ivantchouk), Alma-Ata 1989 et Matalascañas 1989. Gausdal 1990, Marchena 1990, Cordoue 1990  et Salamanque 1991 (devant Spassky et Kortchnoï). En 2000, il remporta le tournoi de Hyderabad.

## Compétitions par équipe
Vladimirov a représenté le Kazakhstan lors de l'olympiade d'échecs de 2000. Il jouait au deuxième échiquier et marqua 5 points sur 11.
En 1986, 1988 et 1990, il a remporté avec le CSK Moscou la coupe d'Europe des clubs d'échecs à trois reprises.